# Piaggio MP3

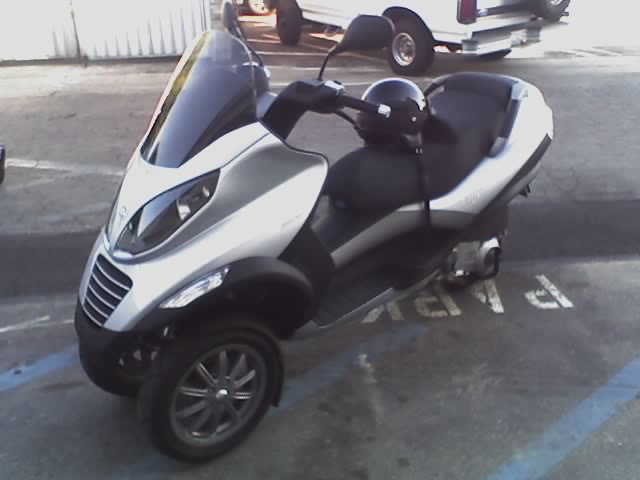
Piaggio MP3

Piaggio MP3 är en trehjulig skoter som tillverkas av det italienska företaget Piaggio. 
Fördelen med tre hjul sägs vara att bromsträckan minskar samt att stabiliteten ökar avsevärt. Skotern får även köras med vanligt B-körkort, men måste då breddas några cm mellan framhjulen med distanser. På de senaste modellerna är hjulbredden den rätta och behöver inte justeras.  
Hybridmodellen kom 2010 då med 125cc vilket inte räckte så 2011 kom hybrid modellen med 300cc och mest troligt var den sista modellen med hybridmotor 2013
3 timmar i ett vanligt vägguttag är tillräckligt för att ladda li-ion batteriet det går att ladda via bensinmotorn men det tar givetvist kraft.
En anledning till hybrid modellen sägs vara lagstiftning i Italien om nollutsläpp i centrum under vissa tider detta infördes aldrig.
En fråga som dök upp i pressen är om hybrid är det verkligen värt extra vikten av batteri,motor och laddare mot att bara ha bensinmotor.
En fördel som nog är ovanligt är backväxel.
Eldrift  i upp till 40km/h vilket i verkligheten är 33km/h, när man kör ren eldrift.
Nyare modeller har dessutom asr och abs samt integrering med mobilen via en app som Piaggio levererar via google play.
Motoralternativen är 250 och 400 cm3 samt under varumärket Gilera som Fuoco 500 med 500 cm3 . Piaggio har även visat en hybridvariant som kanske kommer i framtiden.

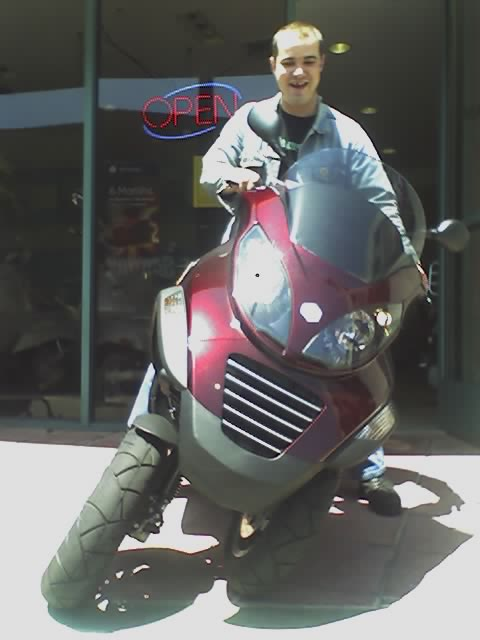
MP3 har en mekanism för att luta som en motorcykel trots de dubbla framhjulen

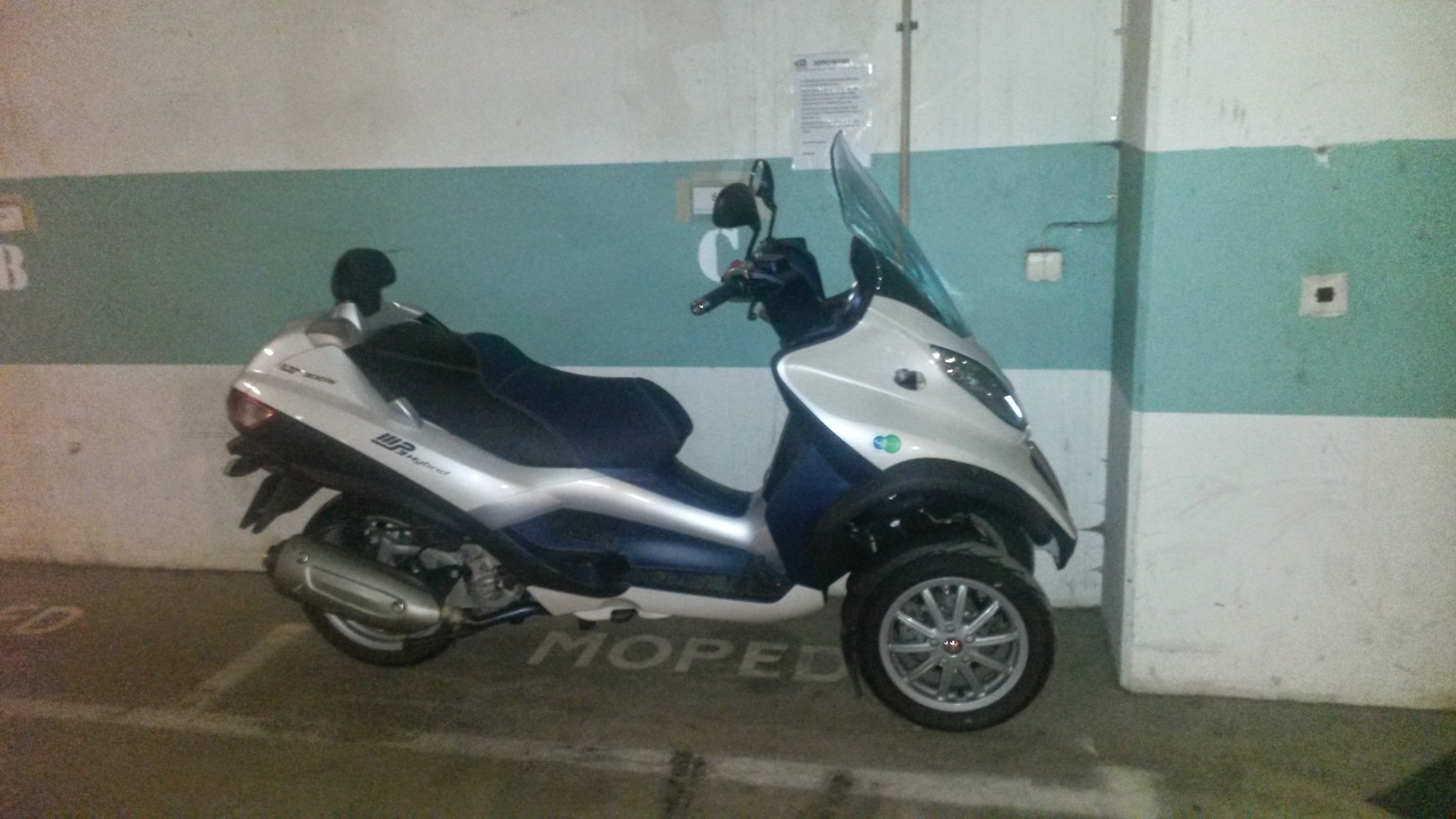
Piaggio MP3 300 Hybrid

## Tekniska data

### MP3 250cc

#### Motor
- 1 cylinder, vattenkylning, 4 ventiler, insprutning.
- Cylindervolym: 244,3 cc
- Effekt: 22,5 hk vid 8250 rpm
- Vridmoment: 21 Nm vid 6500 rpm

#### Prestanda
- Toppfart: 125 km/h
- 0-50 km/h 5,7 s
- 0-100 km/h 17,5 s
- 50-80 km/h 5,7 s

#### Chassi
- Torrvikt: 204 kg

### MP3 400cc

#### Motor
- 1 cylinder, vattenkylning, 4 ventiler, insprutning.
- Cylindervolym: 398,9 cc
- Effekt: 34 hk vid 7500 rpm
- Vridmoment: 37,6 Nm vid 5500 rpm

#### Prestanda
- Toppfart: 142 km/h
- 0-50 km/h 4,8 s
- 0-100 km/h 13,1 s
- 50-80 km/h 4,8 s

#### Chassi
- Körklar vikt: 244 kg